# Станарка под велом
„Станарка под велом” (енгл. The Adventure of the Veiled Lodger) је једна од 56 приповедака о Шерлоку Холмсу које је написао Артур Конан Дојл и једна је од дванаест прича у циклусу сакупљеном као Архива Шерлока Холмса (1927).

## Радња
Шерлока Холмса посећује госпођа Мерилоу, газдарица из Јужног Брикстона код које тренутно живи необична станарка који никада не показује своје лице. Једном га је случајно видела и било је страшно унакажено. Ова жена, некада веома тиха, недавно је почела да проклиње ноћу, вичући: „Убиство, убиство!” и „Ти окрутна звери! Ти чудовиште!”. Такође, њено здравље се погоршало. Госпођа Мерилоу је скренула Холмсову пажњу на овај случај јер њена станарка, госпођа Рондер, не жели да укључи свештенство или полицију у оно што би желела да каже. Рекла је својој газдарици да спомене Абас Парву, знајући да ће Холмс разумети референцу.
Заиста је разуме. Био је то трагичан случај у којем се циркуски лав некако ослободио и напао две особе, од којих је једна убијена, а друга тешко унакажена. Ова друга је очигледно ова станарка − прва особа је била њен муж. Холмс је у то време мало могао да каже о случају, али можда би, да га је неко заиста унајмио, исход био другачији. Било како било, истрага је одлучила да је господин Рондер био жртва несрећних околности. Ипак, чак су и локалну полицију у то време узнемириле неке наизглед недоследности у истрази. На пример, лав је био део чина који су господин и госпођа Рондер изводили у његовом кавезу, и они су га хранили. Зашто се одједном окренуо против својих хранитеља? Зашто није покушао да побегне? Ко је био човек кога је неколико људи чуло како вришти када је наводно господин Рондер већ био убијен?
По доласку у Брикстон, Холмс и доктор Вотсон су уведени у собу госпође Рондер, коју она ретко напушта. Она носи свој вео. Њен циљ је, изгледа, да разјасни ову ствар пре него што умре. Она говори Холмсу и Вотсону да је господин Рондер био ужасан муж, окрутан и насилан до крајности, чак и према циркуским животињама, али га није било брига, иако је због тога неколико пута завршио на оптуженичкој клупи. Био је веома богат и казне му нису значиле ништа.
Снагатор циркуса, Леонардо, био је љубавник госпође Рондер. Увек ју је подржавао и охрабривао, а она је заузврат сматрала да је Леонардо једини мушкарац кога се њен муж плаши. На крају су госпођа Рондер и Леонардо схватили да господин Рондер не заслужује да живи и направили су план како да га убију. Као део плана, Леонардо је направио тољагу са пет ексера, која би могла да нанесе ране које би се могле заменити са ранама од лавље шапе. Затим, једне ноћи у Абас Парви, малом селу у Беркширу где је циркус био логорован током ноћи, госпођа Рондер и Леонардо су извршили свој план. Када су госпођа Рондер и њен муж отишли до кавеза са лавом да га нахране, Леонардо им се прикрао иза леђа и разбио главу господина Рондера тољагом, а госпођа Рондер је пустила лава како би изгледало да се ослободио и учинио то дело. Али лав, кога је мирис крви господина Рондера довео до лудила, насрнуо је на госпођу Рондер и дивљачки јој је изгризао лице. Угледавши ово, Леонардо је почео да вришти и потрчао је да потражи помоћ од осталих циркузаната. Могао је и сам да спаси своју љубавницу користећи тољагу на лаву, али је био превише уплашен.
Госпођа Рондер није могла да се натера да уплете Леонарда у убиство њеног мужа на истрази, и тек сада прича ову причу Холмсу и Вотсону јер верује да ће ускоро умрети. Никада више није видела нити чула за Леонарда, а касније је сазнала да се удавио. Од ноћи инцидента, живела је сама и сакривена. Холмс може да понуди само савет у овој ситуацији; схвативши да госпођа Рондер размишља о самоубиству, он је подсећа да њен живот вреди нешто као пример стрпљиве патње у нестрпљивом свету. Она на ово одговара подижући вео, а призор је ужасан.
Ипак, Холмс добија флашицу пруске киселине од госпође Рондер два дана касније. Хтела је то да искористи да се убије, али пошто је размотрила оно што јој је Холмс рекао, очигледно је одустала од тога.

## Историја објављивања
Приповетка је први пут објављена у америчком часопису Liberty у јануару 1927. године, као и у британском часопису The Strand Magazine месец дана касније. Прича је објављена са четири илустрације Фредерика Дора Стила у часопису Liberty, и са три илустрације Френка Вајлса у часопису The Strand. Уврштена је у збирку кратких прича Архива Шерлока Холмса, која је објављена у Уједињеном Краљевству и САД у јуну 1927. године.

## Адаптације

### Телевизија
Епизода „Квалификовани младожења” серије Авантуре Шерлока Холмса адаптира наратив ове приче, о томе како је Холмса контактирала жена под велом коју је унаказио леопард, али мења имена, ликове, и ситуације како би интегрисала овај случај у главни заплет заснован на причи „Племенити нежења”.

### Радио
Едит Мејзер је адаптирала ову приповетку као епизоду америчке радио-серије Авантуре Шерлока Холмса. Емитована је 26. маја 1932. са Ричардом Гордоном као Холмсом и Лијем Ловелом као др Вотсоном. Још једна драматизација приче коју је Мејзерова адаптирала емитована је у истој серији 31. марта 1935. (са Луисом Хектором као Холмсом и Ловелом као Вотсоном).
Мејзерова је такође адаптирала ову причу као епизоде америчке радио-серије Нове авантуре Шерлока Холмса, које су емитоване 15. фебруара 1942. (са Бејзилом Ратбоном као Холмсом и Најџелом Брусом као Вотсоном) и 20. јуна 1948. (са Џоном Стенлијем као Холмсом и Алфредом Ширлијем као Вотсоном).
Роџер Дејнс је 1994. драматизовао приповетку за BBC Radio 4 као део радио-серије из 1989–1998. у којој су глумили Клајв Мерисон као Холмс и Мајкл Вилијамс као Вотсон. Поред њих су се појавили Харијет Волтер као Евгенија Рондер и Даглас Хеншал као Леонардо.
Године 2006, прича је адаптирана за радио као епизода Класичних авантура Шерлока Холмса, серије у америчкој радио-емисији Imagination Theatre, са Џоном Патриком Лоуријем као Холмсом и Лоренсом Албертом као Вотсоном.